# Licia Maglietta

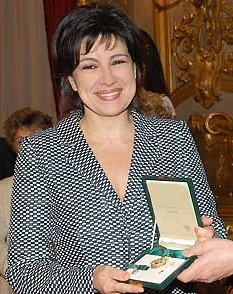
Licia Maglietta

Licia Maglietta (Napels, 16 november 1954) is een Italiaanse actrice.
Maglietta sloot zich aan bij de theatergroep "Falso Movimento" en later "Teatro Uniti" na het afronden van haar studie architectuur, en heeft verschillende toneelvoorstellingen gedaan. Haar filmcarrière begon met Nella città barocca in 1985. Haar belangrijkste werk is Pane e tulipani waarvoor ze de David won voor beste actrice.

## Filmografie
- Nel mio amore (2004)
- Agata e la tempesta (2004)
- Luna rossa (2001)
- Pane e tulipani (2000)
- Le acrobate (1997)
- Rumori di fondo (1996)
- L'amore molesto (1995)
- Rasoi (1993)
- Morte di un matematico napoletano (1992)
- Nella città barocca (1985)

## Prijzen
- 2000 - David di Donatello
  - Beste actrice (Pane e tulipani)
- 2000 - Silver Ribbon
  - Beste actrice (Pane e tulipani)
- 2001 - Wella Prize
  - Beste actrice (Luna rossa)